# زاو لين تون
زاو لين تون (بالبورمية: ဇော်လင်းထွန်း)‏ هو لاعب كرة قدم ميانماري في مركز الدفاع، ولد في 23 يوليو 1983 في Tanintharyi (town) ‏ في ميانمار. شارك مع منتخب ميانمار تحت 23 سنة لكرة القدم ومنتخب ميانمار لكرة القدم. أما مع النوادي، فقد لعب مع نادي ياداناربون.

## وصلات خارجية
- زاو لين تون على موقع ناشيونال فوتبول تيمز (الإنجليزية)
- زاو لين تون على موقع Soccerway.com (الإنجليزية)